# Alima neptuni
Alima neptuni är en kräftdjursart som först beskrevs av Carl von Linné 1768.  Alima neptuni ingår i släktet Alima och familjen Squillidae. Inga underarter finns listade i Catalogue of Life.

## Bildgalleri

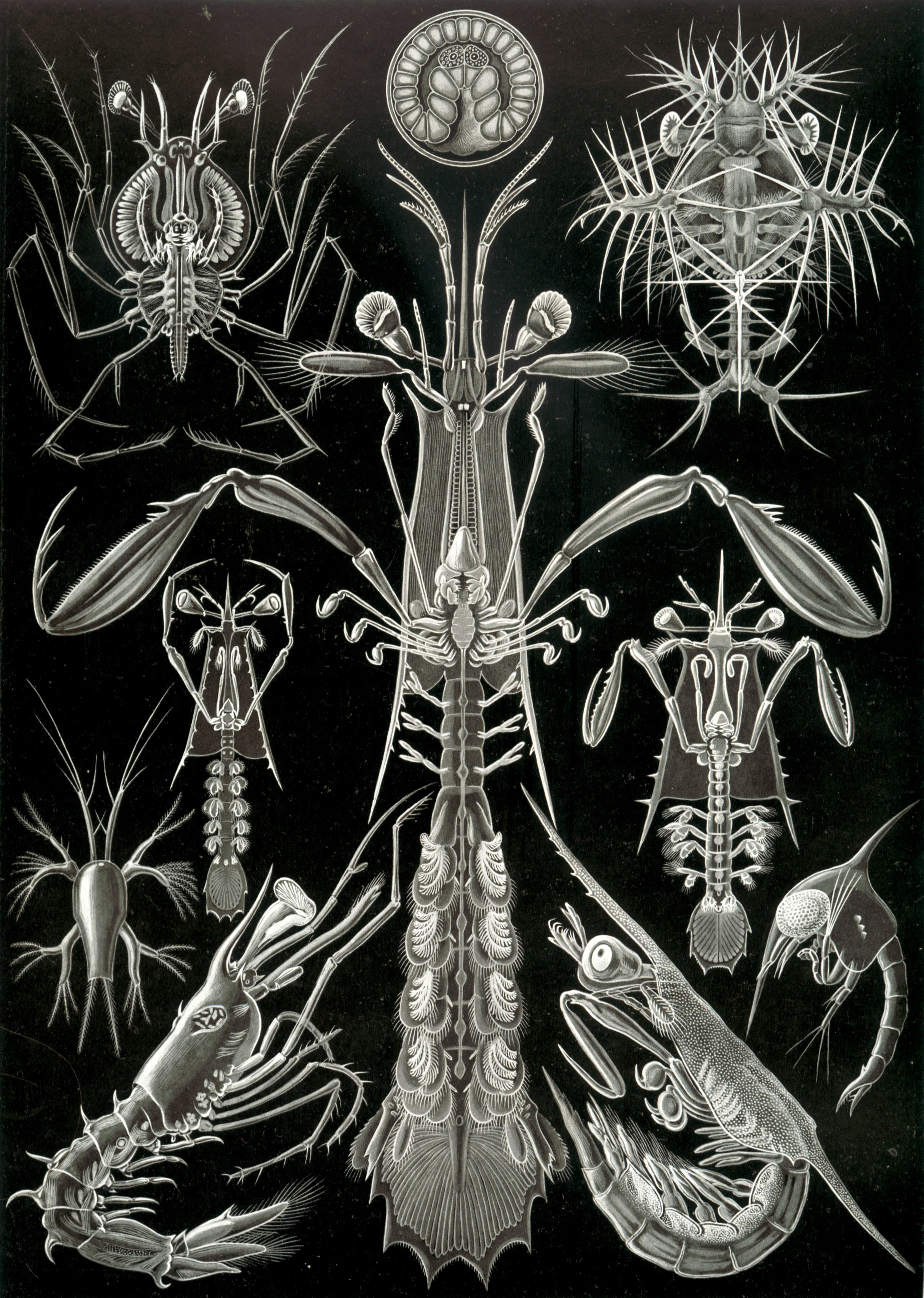